# تيكندوغو
تيكندوغو (بالإنجليزية: Tenkodogo Department) هي بلدية في بوركينا فاسو في بولجو. يقدر عدد سكانها بـ 113,716 نسمة .